# Славко Жупански
Славко Жупански (Меленци, 29. август 1880 — Зрењанин, 1959) био је српски и југословенски политичар. Основао је 31. октобра 1918. године Српско народно веће у Великом Бечкереку.

## Биографија
Рођен је у Меленцима 29. августа 1880. године, од оца Стефана, сеоског учитеља, и мајке Милеве. Након завршене Српске велике гимназије у Новом Саду уписао је правни факултет у Будимпешти и постао питомац Текелијанума. За време студија био је активан члан универзитетске омладине и председник Пештанске уједињене омладине. Године 1907. докторирао је из области права и положио адвокатски испит. У Великом Бечкереку отворио је адвокатску канцеларију. Са свештеником Драгутином Мојићем издавао је „Бечкеречке новине” од 1913. до 1914. када су забрањене. Био је активан у Обласном одбору народне омладине и председник Окружног одбора Радикалне странке. Јула 1914. године ухапшен је са мноштвом истакнутих Срба у Великом Бечкереку. Након хапшења одвевен је у затвор „Чилаг” (Csillagbörtön) у Сегедину, а затим интерниран у Капувар. Након краћег боравка у логору упућен је у Вршац, како би био упућен на фронт. Да би избегао одлазак у рат, повредио је себи руку војничким ашовом. Упућен је у војну болницу у Темишвару, а затим у Дебрецин, одакле је пуштен кући пред крај рата.
На његову иницијативу, у Великом Бечкереку је 31. октобра 1918. године основан први Српски народни одбор на простору Војводине. Заслужан је и за оснивање Централног народног већа за Војводину у Новом Саду. Учествовао је у припреми дочека српске војске која је ушла у Велики Бечкерек 17. новембра 1918. године. Учествовао је у раду Велике народне скупштине у Новом Саду 25. новембра 1918. године. Почетком децембра именован је за великог жупана Торонталско-тамишке жупаније, на чијем челу остаје до септембра 1919. године, када подноси оставку.
У међуратном периоду активно учествује у националним организацијама. Иницирао је подизање споменика краљу Петру I Карађорђевићу у Великом Бечкереку. Организовао је прославу 20-годишњице ослобођења Петровграда 1938. године, као и демонстрације 27. марта 1941. године у овом граду.
Након ослобођења 1944. године изабран је за председника Обласног одбора Народног фронта. Био је посланик у скупштинама АП Војводине и НР Србије. Био је председник Адвокатске коморе Војводине од 1947. године.
Умро је у Зрењанину 1959. године. Са супругом Аницом, рођеном Брашован, имао је четворо деце.